# Hármashatárhegy
Hármashatárhegy (egybeírva) Budapest egyik városrésze a III. kerületben. Nevét a 497 m magas Hármashatár-hegyről kapta. Maga a hegy részben átnyúlik a II. kerületbe is, a Hármashatárhegyi repülőtér is ott, a Kővár nevű városrészben található.

## Fekvése
Határai: Jánosbogár utca a Guckler Károly úttól – Erdőalja út – Királylaki lejtő – Királylaki út – Barlang ösvény – Fekete salak utca – a II. és a III. kerület közigazgatási határa a Guckler Károly útig. 

## Története
A Hármashatár-hegy neve onnan származik, hogy 1873-ig itt találkozott Buda, Óbuda és Pesthidegkút határa.